# Scyliorhinus garmani
Espèce
Répartition géographique
Statut de conservation UICN

 DD  : Données insuffisantes
Scyliorhinus garmani est une espèce de requins.